# Thee (drank)

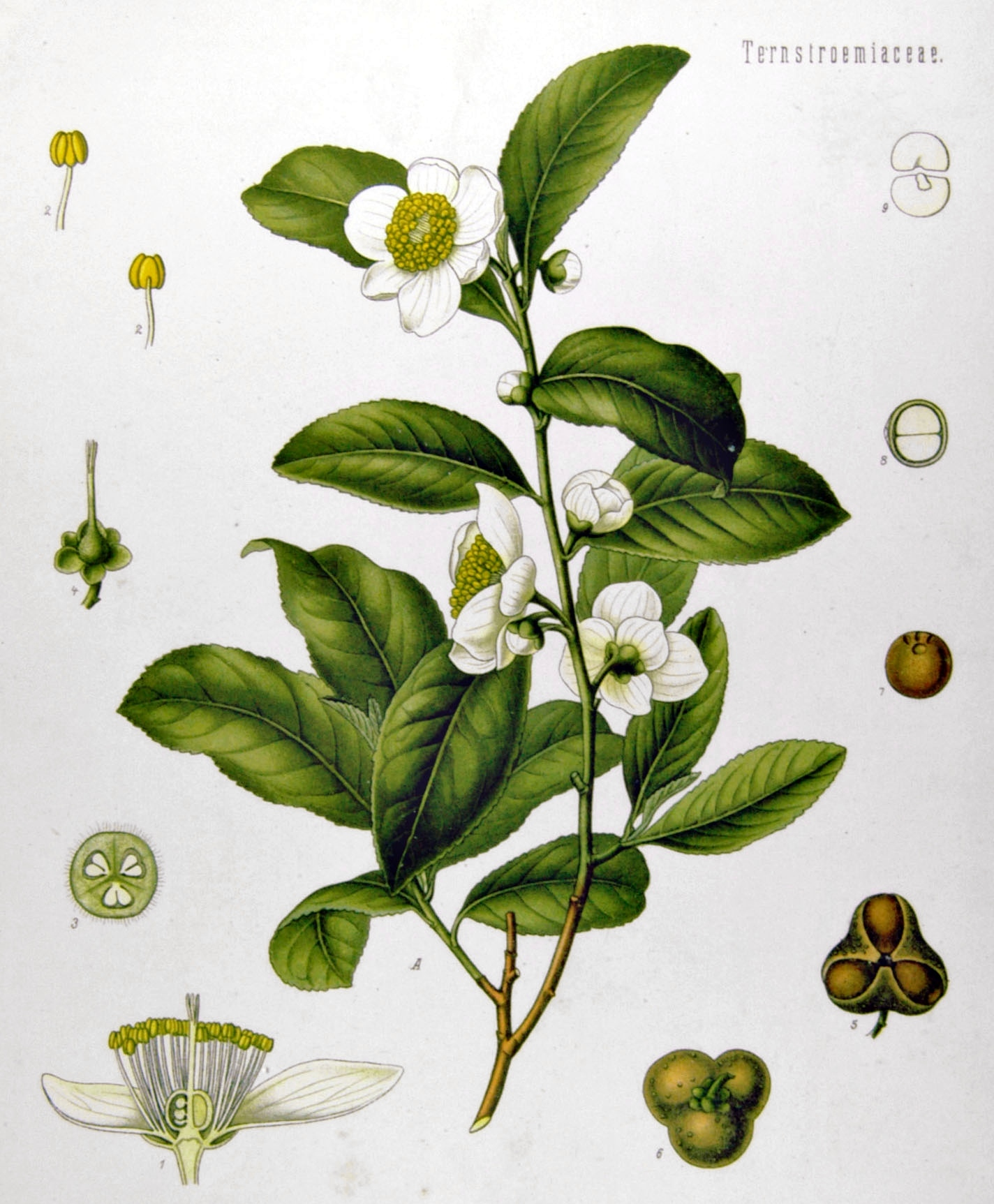
Bron: Koehler (1887)

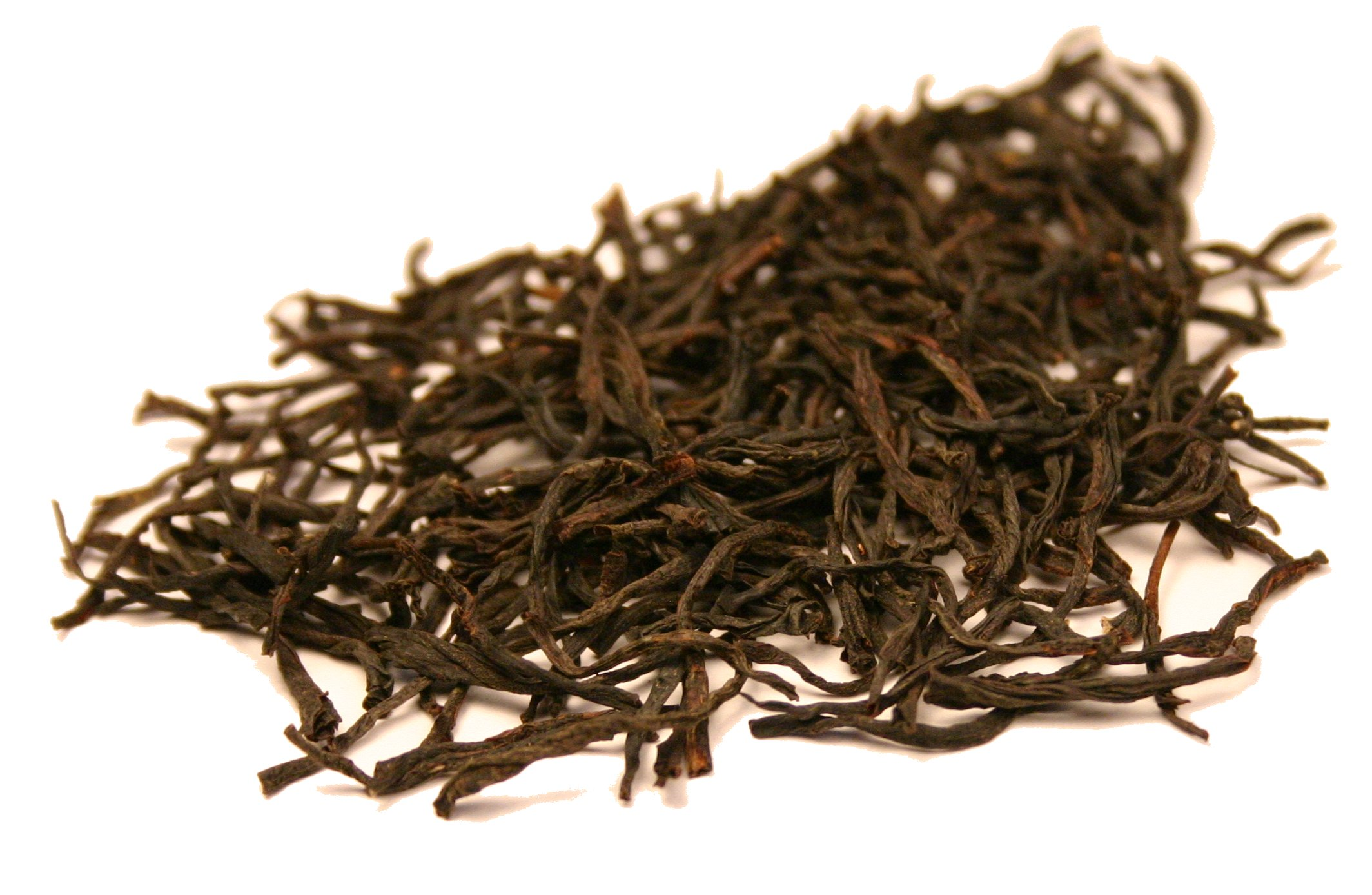
Uruwala Orange Pekoe, een typisch draderige zwarte Ceylonthee.

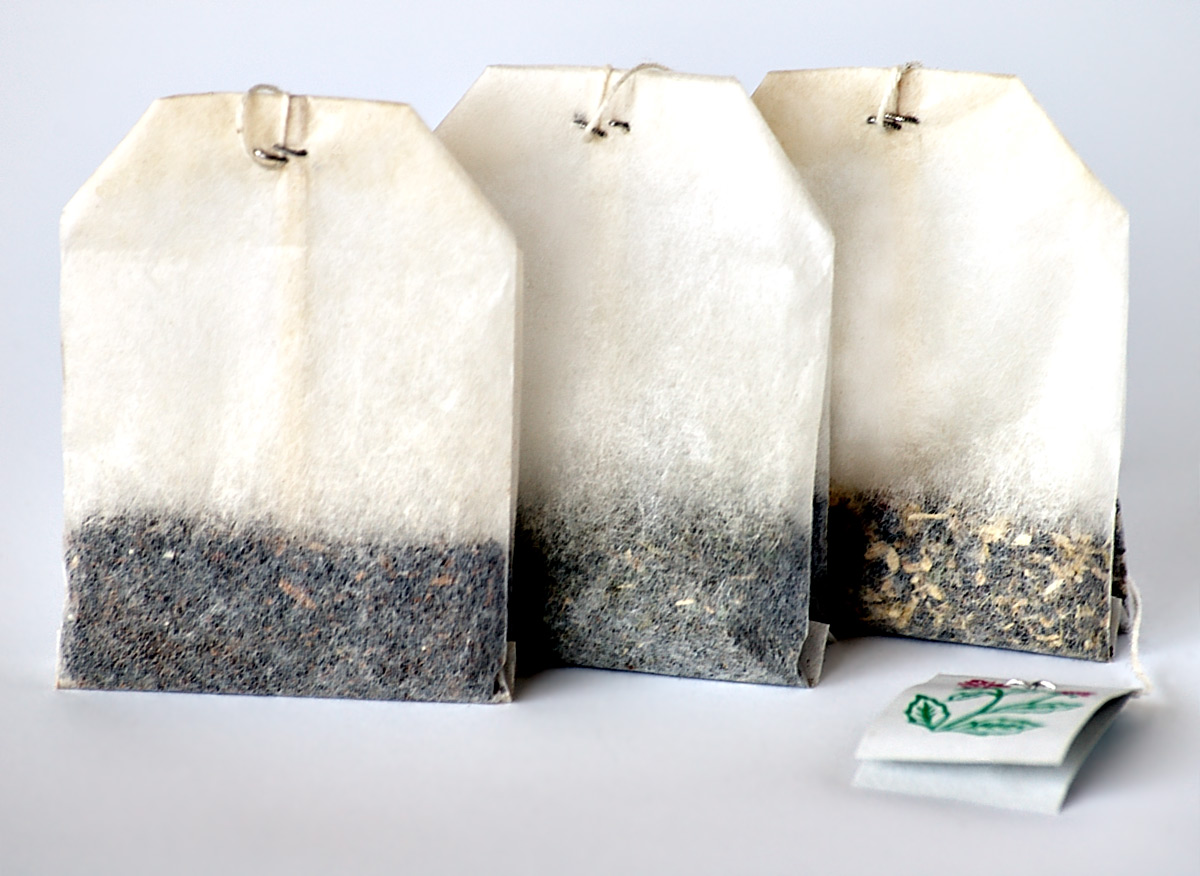
Theezakjes

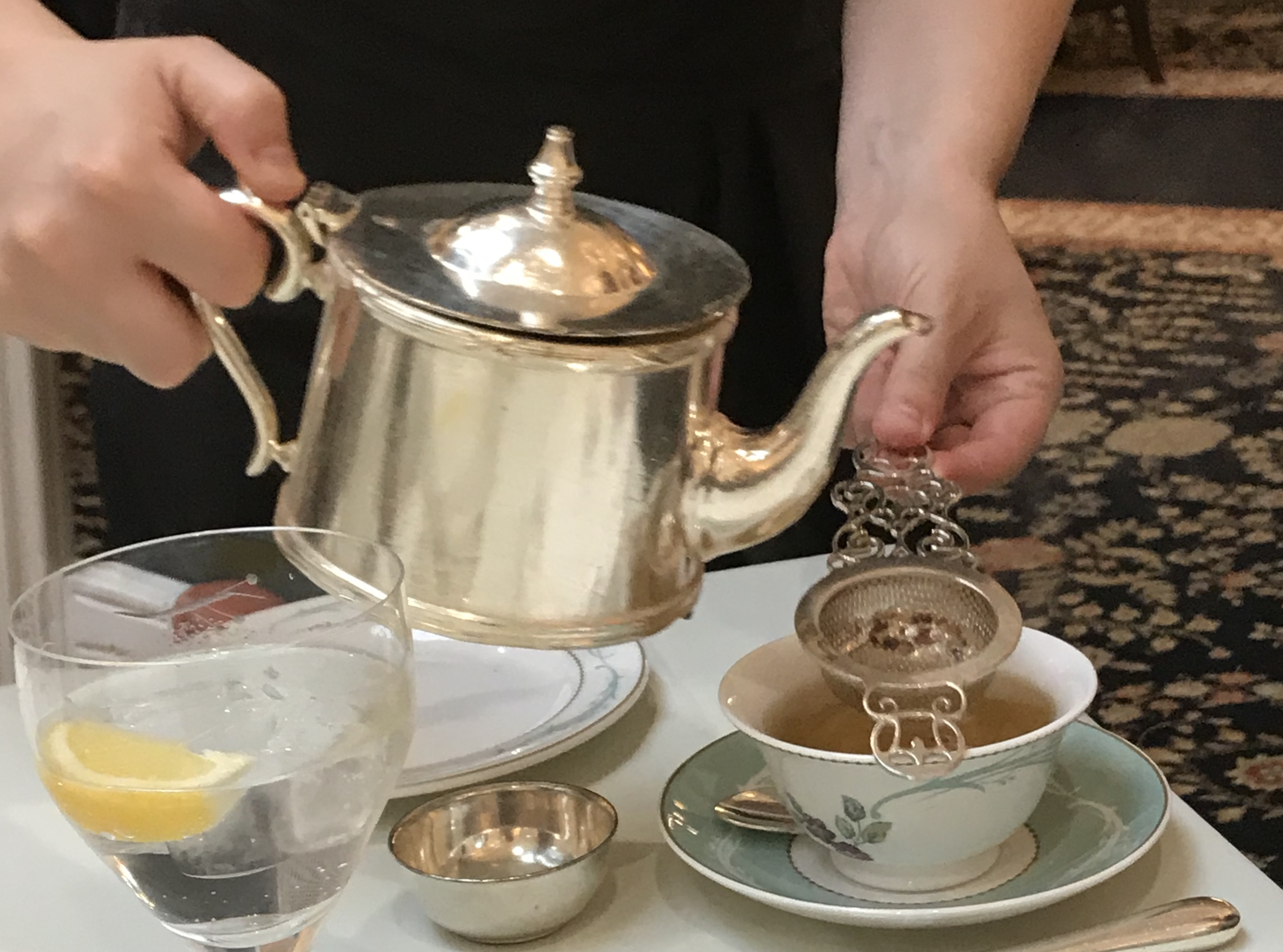
Opschenken van (kamille-)thee met een theezeefje

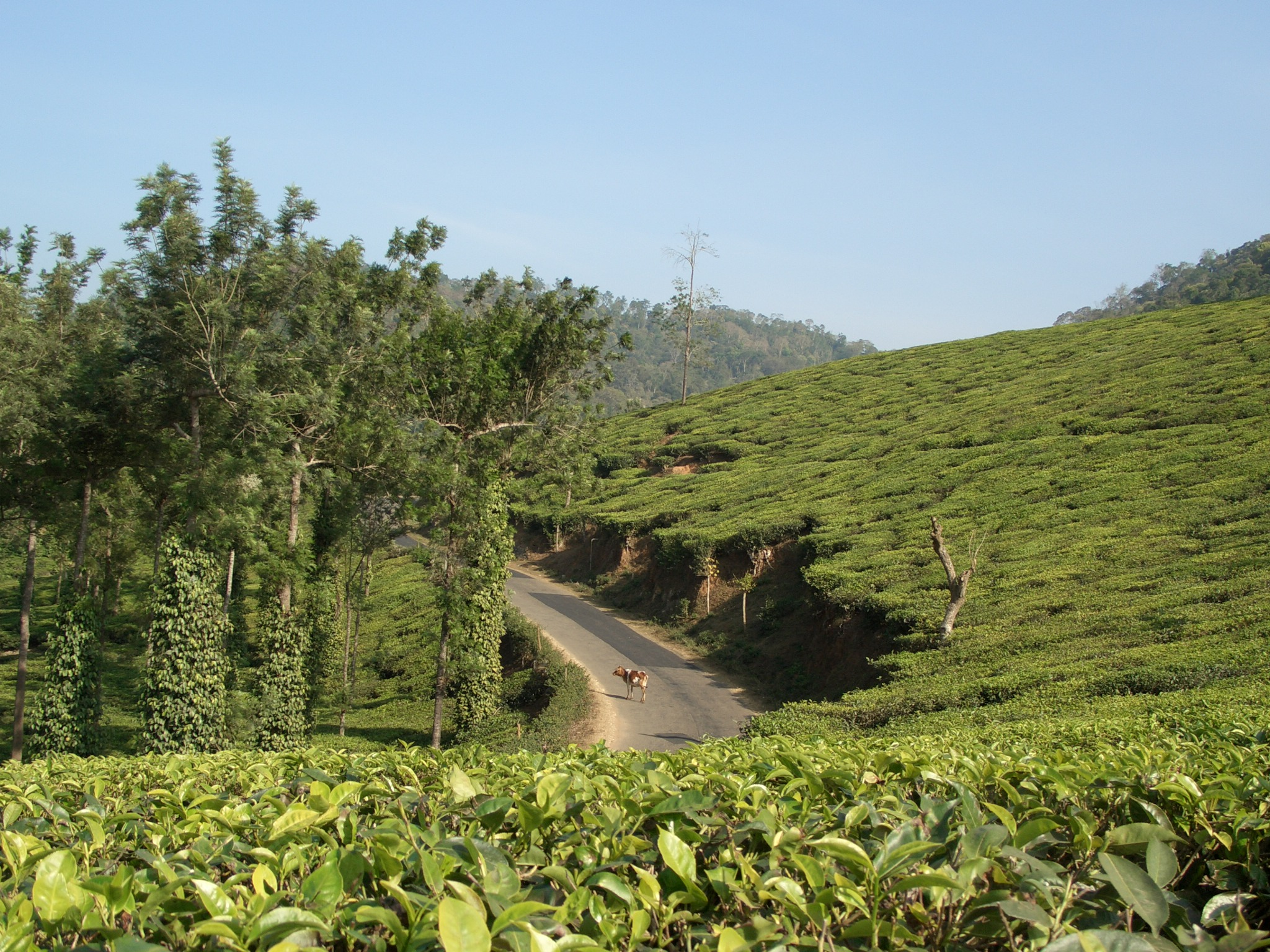
Theeplantage in India

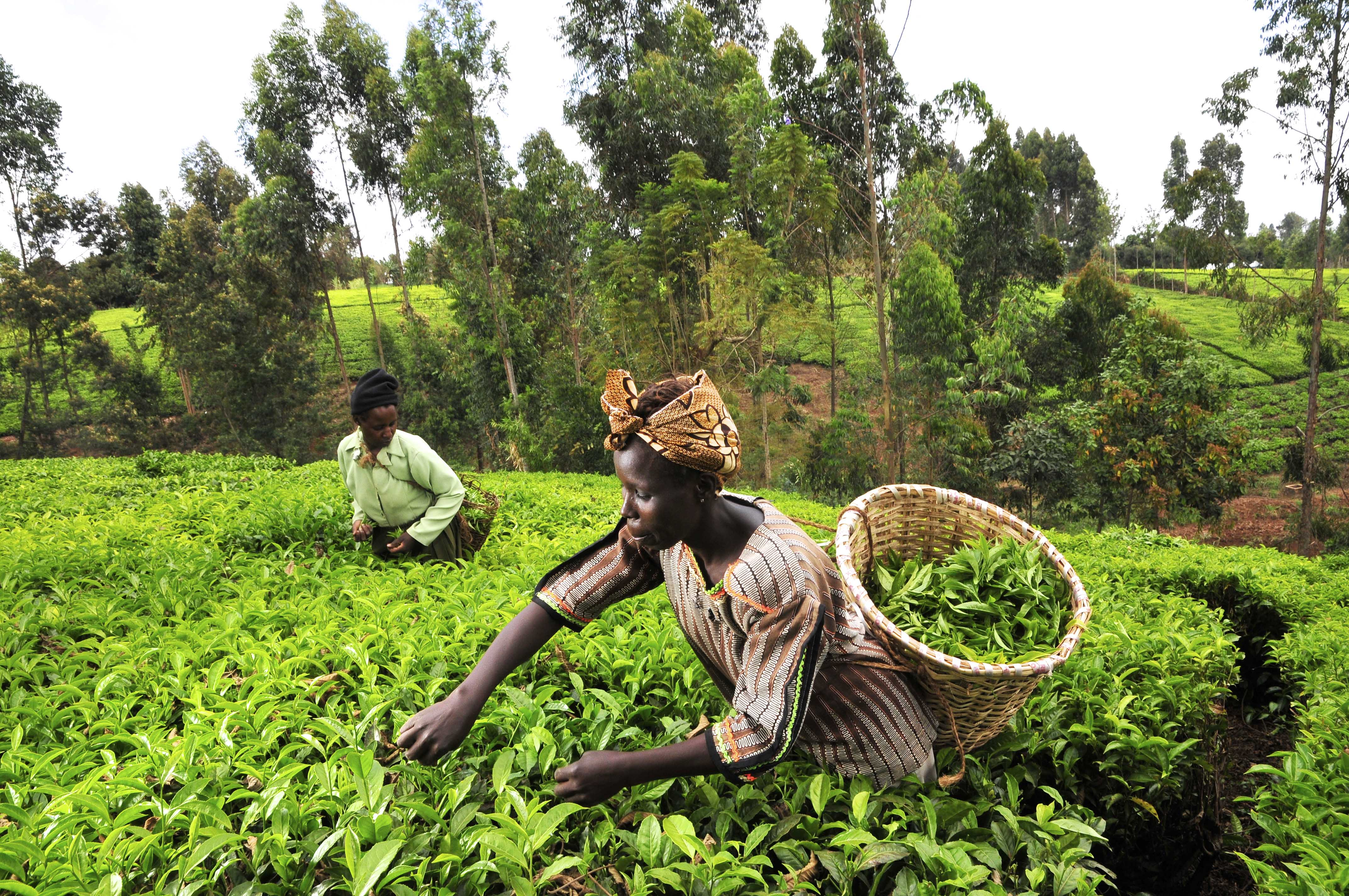
Thee plukken

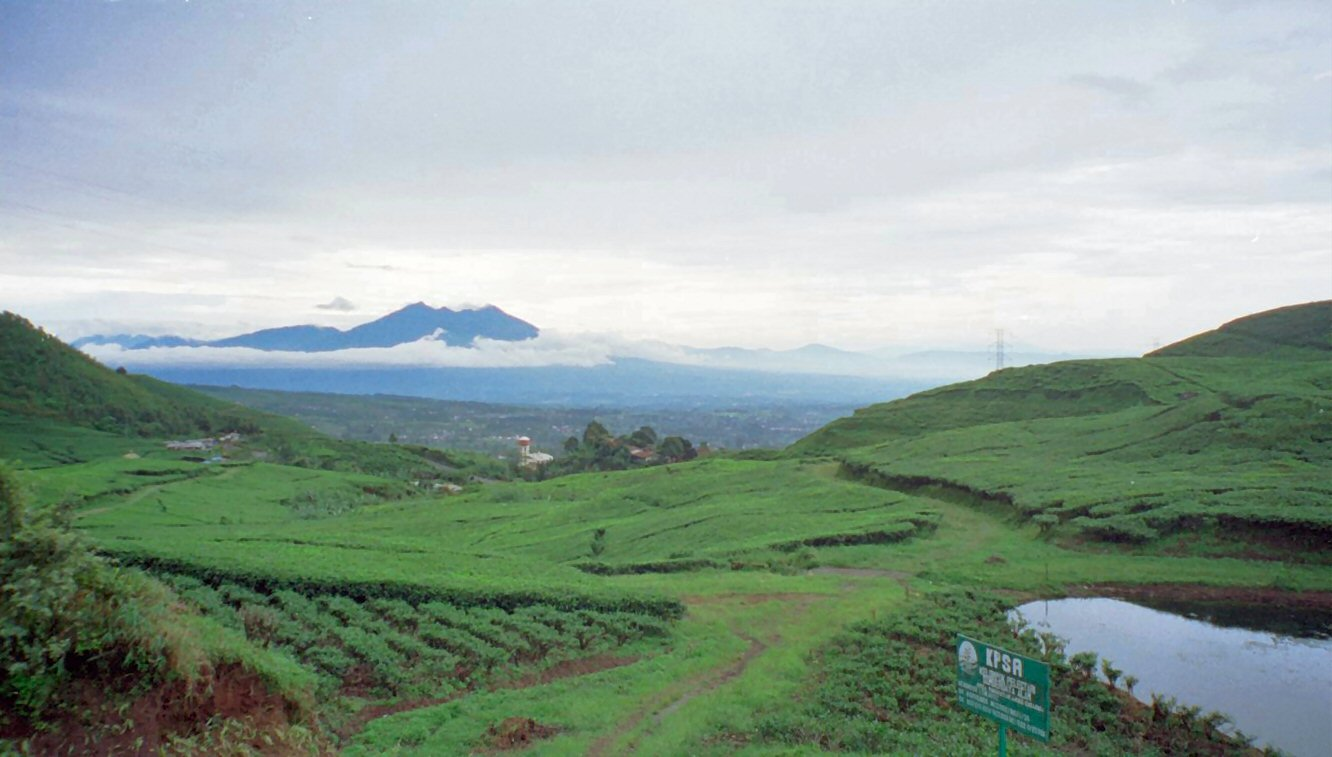
Theeplantage in Bogor - Indonesië

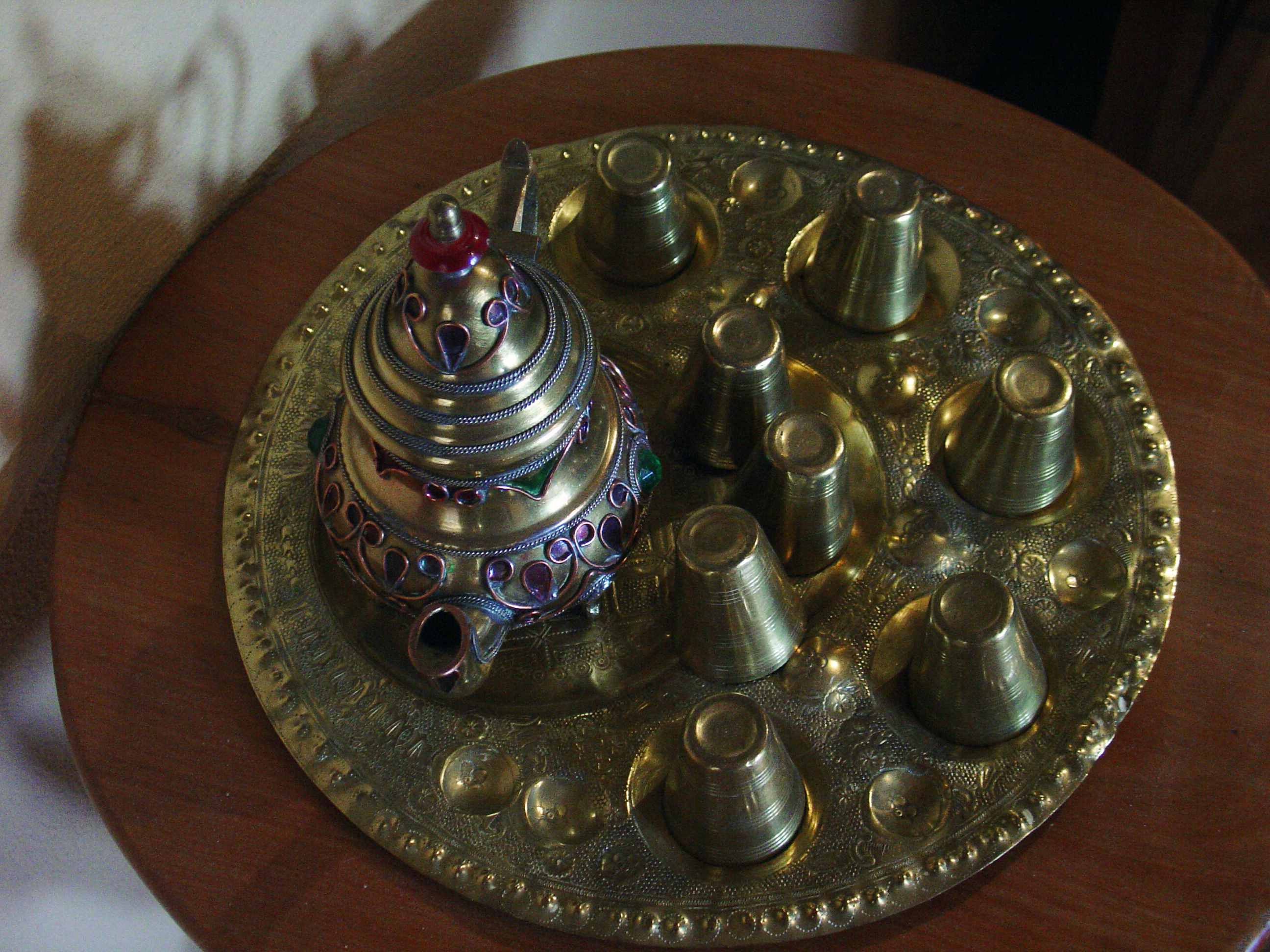
Een Marokkaanse theeset

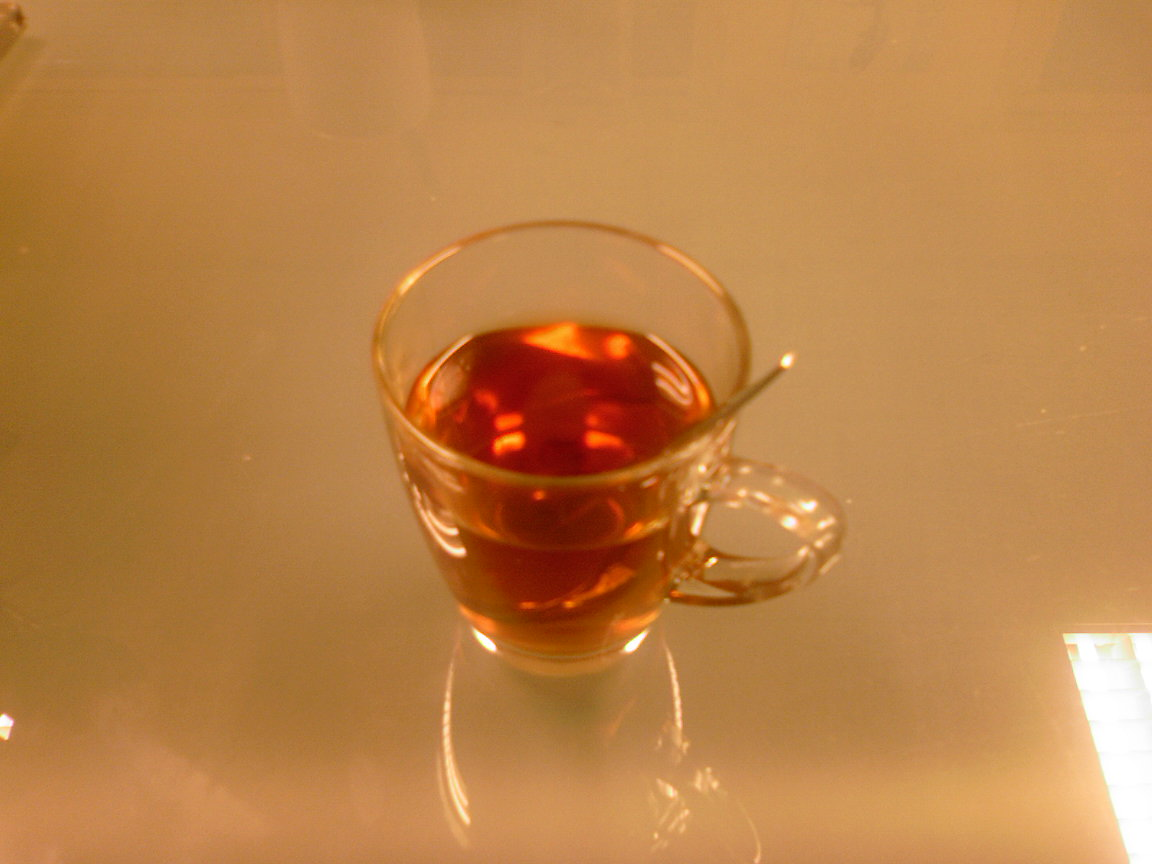
Gevuld theeglas

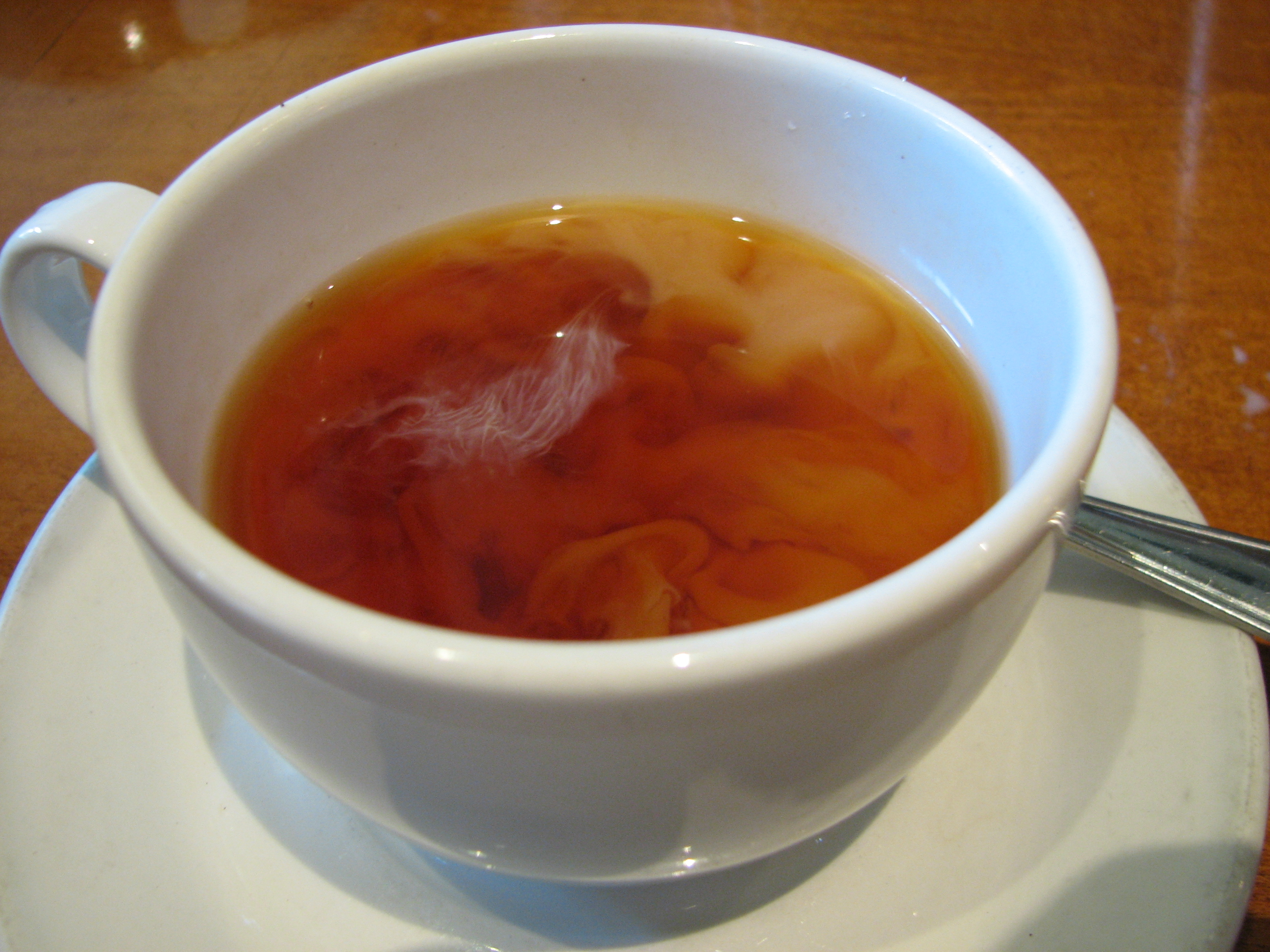
Een kopje orange pekoe met melk

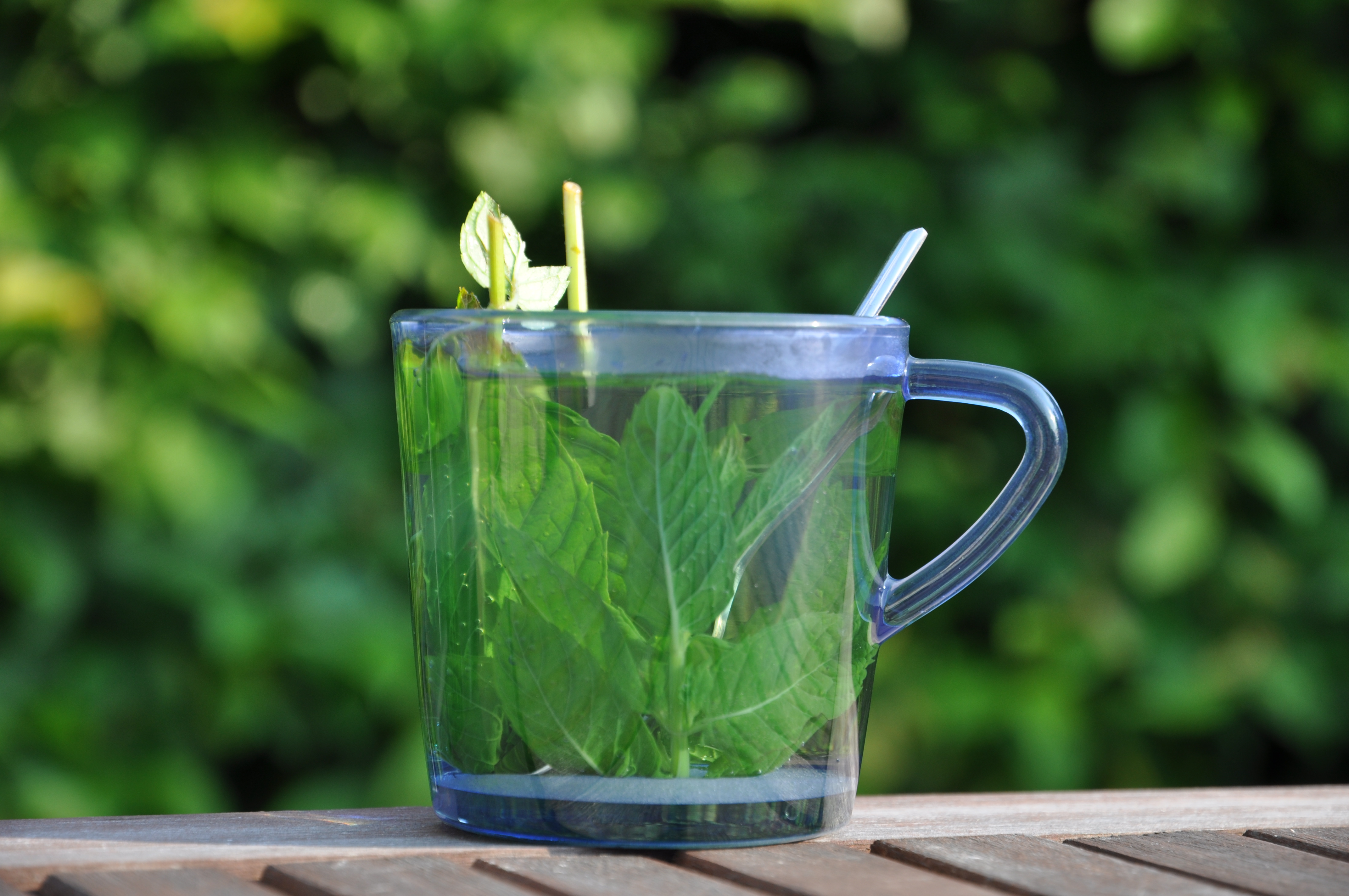
Muntthee

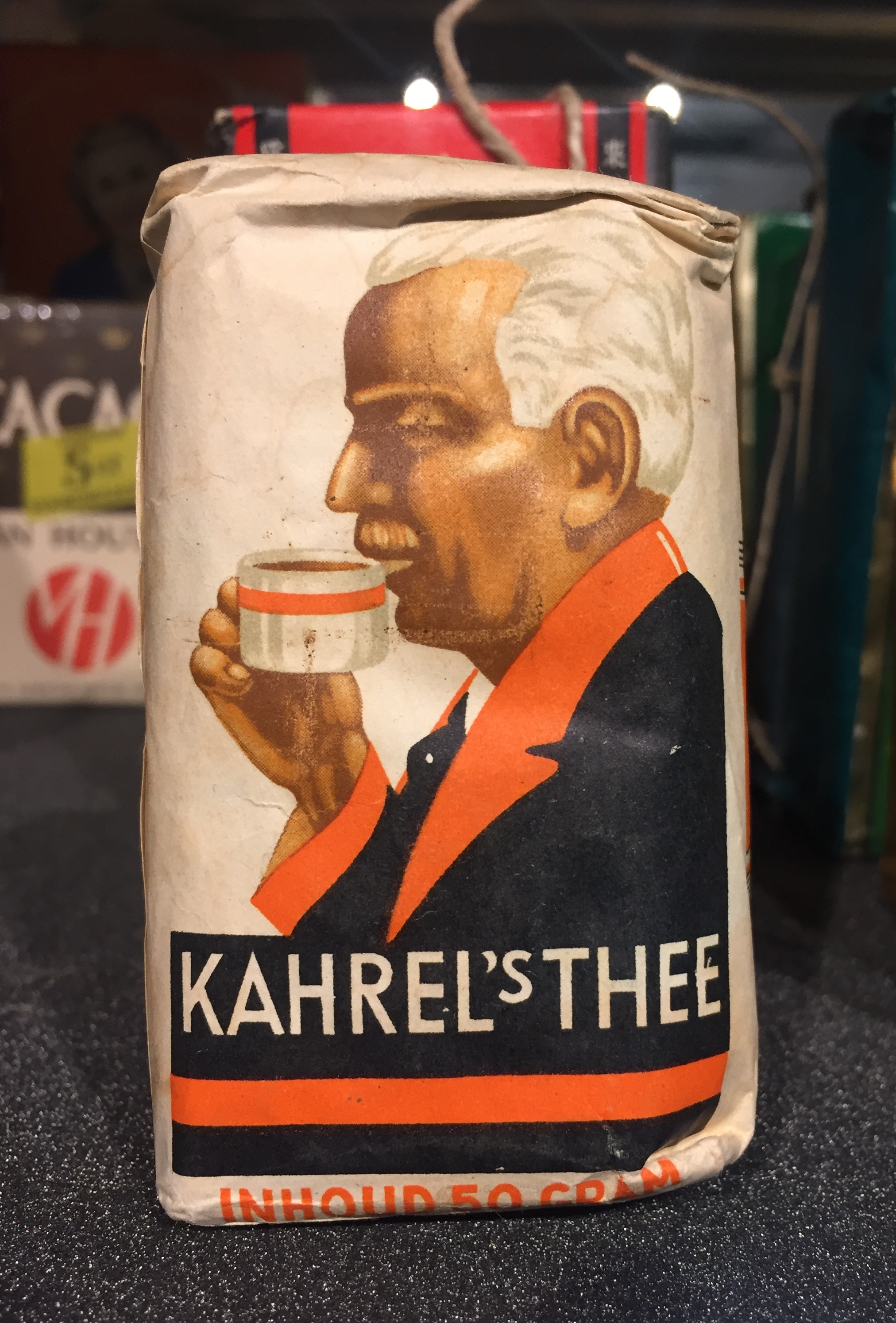

Thee is een warme drank die wordt gemaakt door infusie van de gedroogde bladeren van de theeplant Camellia sinensis. Alle als thee verkochte producten die niet van deze plant afkomstig zijn (bijvoorbeeld kamillethee of rooibos), zijn dan ook geen echte thee maar kruidenthee.
De naam thee komt waarschijnlijk uit het Chinese dialect Minnanyu.

## Samenstelling
Thee bestaat voornamelijk uit water. De samenstelling van dat water is bijgevolg van belang. De TVS of totaal vaste stof die dat water bevat, is van invloed op het oplossingsvermogen van het water en de hoeveelheid thee die nodig is om tot eenzelfde resultaat te komen. Het water zal dus in hoge mate de smaak en het aanzicht, en dus de waardering bepalen.
Aanbevolen voor thee is het gebruik van mineraalarm water. Door de aanwezigheid van gezamenlijk kalk en bicarbonaat in water kan drijvend op de thee een laagje mineralen worden waargenomen.
Bij het trekken van thee in heet water komen vooral geur- en smaakstoffen vrij. Ook komt er cafeïne vrij, een stof die effect heeft op het menselijk functioneren door de mild stimulerende werking. De cafeïne in thee wordt ook wel theïne genoemd. Veel mensen voelen zich alerter na het gebruik ervan. Een kop thee bevat gemiddeld 30 milligram cafeïne; een kop koffie gemiddeld 75 milligram cafeïne. Naast cafeïne bevat thee ook theanine en fluoride. Kruidenthee bevat die stoffen niet.

## Thee zetten
Thee wordt bij voorkeur gezet in een pot die warmte goed kan vasthouden, zoals aardewerk, porselein of gietijzer. Een theemuts kan gebruikt worden om de pot warm te houden. Thee kan ook direct in een glas of kopje gezet worden door gebruik van een theezakje of thee-ei.

## Geschiedenis
Van oorsprong komt thee uit China. Duizenden jaren geleden werd daar al thee gedronken. Volgens een Chinese legende ontdekte Shennong 5000 jaar v.Chr. thee in een bos. Bladeren van een theestruik dwarrelden in een pan met heet water, waarna het geheel een aangename geur ging verspreiden.
Volgens een boeddhistische legende zijn de eerste theeblaadjes veel later ontstaan uit de oogleden van de mediterende Bodhidharma, een Indiase monnik die omstreeks 500 na Chr. het Zenboeddhisme in China introduceerde. Deze heilige zou zijn oogleden hebben afgeknipt om niet in te slapen. Andere Chinese overleveringen schrijven de ontdekking van thee toe aan de uit een ei gekropen Loe-Ju, omstreeks 800 na Chr. Via China kwam ook Japan met thee in aanraking. De Japanse theeceremonie dateert uit 1286 toen volgens de overlevering de monnik Sjomei alle benodigdheden voor het theedrinken uit China aanvoerde.
De vroegste vermelding van thee in de westerse literatuur dateert uit 1559; in dit jaar verscheen te Venetië een door Giambattista Ramusio samengesteld boek genaamd "Navigatione et Viaggi", een bundel van verschillende reisverhalen. Tot deze verhalen behoort onder meer het verslag van een Perzische koopman genaamd Hajji Mohammed, die tijdens een bezoek aan China de "Chiai Catai" had leren kennen. Een drank die bereid werd door bladeren (destijds nog niet bekend als theebladeren) te koken in water. Na het midden van de zestiende eeuw beschreven enkele Portugese en Italiaanse geestelijken, die hadden rondgetrokken als missionarissen door China en Japan, hun ervaringen met de consumptie van thee. Rond 1610 werd een eerste kleine hoeveelheid thee naar Nederland gebracht, dat in eerste instantie slechts als curiosum werd bekeken. Pas in de 17e eeuw begon de VOC grotere hoeveelheden thee naar Nederland te verschepen. Die thee kwam uit Batavia, waar de thee vanuit China werd heengebracht. In de 18e eeuw werd theedrinken echt gemeengoed in Nederland. Toen begon de VOC de thee direct te importeren uit Guangdong in China.
Op Java en Sumatra werden door de Nederlanders theeplantages aangelegd. De Engelsen deden hetzelfde in India en op Sri Lanka (toen Ceylon, vandaar de naam 'ceylonthee'). Thee was tot de 18e eeuw een zeer dure drank en werd alleen gedronken door rijke mensen. Die bouwden daarvoor in hun tuinen soms speciale theehuizen (in Nederland theekoepels).

## Productie
Theestruiken groeien in een tropisch of subtropisch klimaat. De plantages liggen meestal op een berghelling, 1200 tot 1800 meter boven zeeniveau. Hoe hoger de plantage ligt, des te beter de kwaliteit van de thee zal zijn. Als de theeplant vier jaar oud is, kan er voor het eerst worden geoogst. Het oogsten vindt plaats met de hand of machinaal. Bij de oogst worden alleen de jonge blaadjes geplukt. Handmatig plukken geeft het beste resultaat. De oogst kan gedurende het gehele jaar plaatsvinden. De beste kwaliteit wordt echter geplukt in de droge moesson.
Na het plukken ondergaan de verse theebladeren een aantal bewerkingen. Vooral zwarte thee ondergaat veel bewerkingen.
Verflensen is een bewerking om vocht uit de theebladeren te halen, waardoor verdere bewerking mogelijk is. Het verflensen van de theebladeren gebeurt bij een temperatuur van 25 tot 30 graden Celsius. Door deze temperatuur verwelken de theebladeren en worden zij zacht en soepel.
Het rollen van de blaadjes is een bewerking om de bladsappen, de rest van het vocht van de blaadjes uit de theeblaadjes te onttrekken. De blaadjes worden ongeveer een half uur tussen twee horizontaal schurende vlakken gerold, zodat het bladsap vrijkomt. Het vocht moet uit de blaadjes, omdat er anders geen oxidatie, het broeien van het blad, mogelijk is.
Oxideren van de blaadjes is noodzakelijk om kleur en aroma te krijgen. De gerolde blaadjes worden in de oxidatiekamer op een temperatuur van 25 °C in enkele uren geoxideerd. Door toevoeging van lucht met een vochtigheidsgraad van 95% worden de kleur en het aroma verkregen. De tijd die de thee doorbrengt in de oxidatiekamer bepaalt in hoge mate het karakter van de uiteindelijke thee. Het oxidatieproces wordt gestopt door het blad te verhitten en te drogen.
Oxidatie vindt plaats doordat de in de theebladen aanwezige enzymen hun werking uitvoeren. Daarbij ontstaan allerlei smaakstoffen in de thee. De mate van oxidatie heeft verschillende soorten thee als resultaat. Van groene thee, die geheel niet geoxideerd is, tot zwarte volledig geoxideerde thee.
Eén enkele theesoort, Pu-Erh thee, wordt gefermenteerd en niet geoxideerd. Fermentatie bestaat uit het uitwendig inwerken van bacteriën en gisten op de theebladeren, analoog aan fermentatie van wijn.
Theebladeren worden gedroogd bij een temperatuur van ongeveer 95 graden Celsius. Het doel van het drogen is om het vochtgehalte terug te brengen tot 4 à 6%. De thee is nu donker van kleur. Na al deze bewerkingen blijft er van zo'n 100 kilogram geplukte bladeren, ongeveer 20 kilogram zwarte thee over.
Na het drogen worden de theebladeren met behulp van schudzeven op grootte gesorteerd. De inmiddels gebroken theebladeren worden nu op afmeting in verschillende bakken gedaan.
In Zuidoost-Azië worden Theebladen ook wel samengeperst tot theeblokken. Hiervan kan thee gemaakt worden, maar de blokken werden ook gebruikt als voedsel en betaalmiddel.

### Lijst van thee producerende landen
Gebieden en landen met jaarlijkse theeproductie (1000 tonnen) (2013)
| Oost- en Zuid-Azië          | 3965,6 |
| Bangladesh                  | 66,2   |
| China                       | 1924,5 |
| India                       | 1200,4 |
| Indonesië                   | 152,7  |
| Japan                       | 84,7   |
| Sri Lanka                   | 343,1  |
| Vietnam                     | 185,0  |
| Overige                     | 93,8   |
| Afrika                      | 649,5  |
| Burundi                     | 8,8    |
| Kenia                       | 436,3  |
| Malawi                      | 46,5   |
| Rwanda                      | 25,2   |
| Zuid-Afrika                 | 2,5    |
| Tanzania                    | 32,4   |
| Oeganda                     | 58,3   |
| Zimbabwe                    | 8,5    |
| Overige                     | 30,9   |
| Zuid-Amerika en de Caraïben | 95,0   |
| Argentinië                  | 78,9   |
| Brazilië                    | 7,0    |
| Overige                     | 9,1    |
| Midden-Oosten               | 253,5  |
| Iran                        | 26,5   |
| Turkije                     | 227,0  |

## Theesoorten
Er bestaan de volgende basistheesoorten:
- Zwarte thee, de in Nederland meest gedronken thee. Deze thee is volledig geoxideerd. Soms wordt deze aangeduid als rode thee en dit vooral in China. Varianten zijn:
  - Engelse melange, een veel gebruikte naam voor een mengsel van zwarte thee.
  - Ceylonthee, afkomstig uit Ceylon (Sri Lanka), soms vernoemd naar een bepaalde streek op Ceylon, zoals Kandy.
  - Earl grey, een mengsel van zwarte thee, op smaak gebracht met bergamot.
  - Darjeelingthee, uit de streek Darjeeling in India, aan de voet van de Himalaya. Darjeeling First Flush, de eerste pluk van de Darjeelingthee van het jaar, geldt als de 'champagne' onder de theesoorten. De fijne met de hand geplukte eerste twee topblaadjes geven deze een "lekkere zachte smaak".[bron?] Het is ook een van de duurste thees die elk jaar in mei wordt ingevlogen.
  - Assamthee, afkomstig uit het district Assam gelegen aan de voet van de himalaya in India. Deze thee is afkomstig van de soort Camilia assamica en bevat meer cafeïne.
  - Lapsang souchong, deze thee wordt gedroogd boven een vuur van naaldhout wat een sterke rooksmaak aan de thee geeft.
- Oolong, ook blauwe thee genoemd, deels geoxideerd, maar niet volledig zoals zwarte thee.
- Groene thee, niet geoxideerd, gevuurde of gestoomde theeblaadjes. Varianten zijn:
  - Jasmijnthee is een groene thee waar jasmijnbloesem aan toegevoegd wordt.
- Witte thee, niet geoxideerd, meestal alleen gedroogde theeblaadjes van jonge theeknoppen. Wordt 1 keer per jaar geoogst.
- Gele thee, de meest zeldzame thee; het productieproces wordt streng bewaakt; vermoedelijk een licht geoxideerde thee van jonge theeknoppen.
- Pu-Erhthee, de enige gefermenteerde thee. Deze thee kan meer dan 50 jaar bewaard worden.

Daarnaast bestaan er nog allerlei theemelanges en thee gearomatiseerd met vruchtensmaak of kruiden.

## Kruidenaftreksels
Vaak worden diverse kruiden of delen van planten al dan niet in verse vorm als infusie ('thee') gezet, maar deze zijn eigenlijk geen thee maar een tisane. Voorbeelden zijn:
- Rooibos
- Sterrenmix
- Zoethout
- Kamille
- Munt
- Brandnetel
- Gember
- Lindebloesem, bekend uit Marcel Proust's Du côté de chez Swann waarin een in de lindebloesemthee gedoopt madeleinecakeje de hoofdfiguur terug in de tijd voert.
- Vlierbloesem
- Maté de nationale drank van onder andere Argentinië op basis van de bladeren van de matéboom (Ilex paraguariensis) die met een metalen rietje met zeefje (bombilla) uit een gemeenschappelijke kleine fleskalebas wordt gedronken.
- Marihuanathee

## Theeceremonies
In Nederland en België wordt aan theedrinken meestal geen speciale aandacht besteed, hoewel in Nederland het beeld van de moeder die 's middags voor de kinderen die uit school komen een kopje thee zet met een koekje erbij een traditioneel beeld is. Daarnaast is vanaf het eind van de twintigste eeuw een Nederlandse variant van de "high-tea" in opkomst is, thee met allerlei lekkernijen erbij. In andere landen bestaan complete theeceremonies.
- Engeland: De "afternoon tea" bestaat uit relatief sterke thee met melk en suiker. Daarbij worden bijvoorbeeld scones (minibroodjes) geserveerd, soms sandwiches, en allerlei koekjes en cake. "High tea" is de avondmaaltijd, meestal eenvoudig tea genoemd.
- Oost-Friesland: Hier drinkt men vijf maal per dag drie kopjes thee. In het kopje komt een klont kandij waarop de hete thee wordt geschonken. Daarna wordt met een lepeltje room toegevoegd. Er wordt niet geroerd, zodat men achtereenvolgens de thee, de room en de suiker proeft. Na de derde kop is de suiker zo goed als opgelost. Omdat men per keer drie kopjes drinkt, zijn de kopjes aanmerkelijk kleiner dan de Nederlandse.
- Japan: De Japanse theeceremonie is beroemd. De Boeddhistische monnik Jukō (1422-1502) was de eerste die een aantal regels voor de theeceremonie opstelde, maar het was Sen no Rikyu (1522-1591) die de ceremonie tot kunst verhief. De ceremonie, inherent aan de Zen-traditie en aan strikte regels gebonden, duurt uren. Er wordt aandacht aan goede manieren besteed en elke handeling wordt tot in detail volgens de eeuwenoude voorschriften uitgevoerd. De groene thee, in poedervorm matcha wordt met speciaal theegerei in een kom geklopt. De kom wordt vervolgens bij de haard neergezet. De belangrijkste gast neemt de eerste drie slokken, en geeft daarna de kom door aan de andere gasten. "Sado", de Weg van het theedrinken, maakt ook deel uit van de Japanse Zen-cultuur.
- In Tibet wordt de thee in de vorm van tegels gebruikt, waarop in reliëf afbeeldingen staan. Er wordt een stukje van de tegel afgebroken, met water, yakboter en zout wordt er thee van gezet. De Tibetaanse theecultuur bestaat nagenoeg alleen uit boterthee en melkthee.
- China: De Chinese theecultuur is sinds de Culturele Revolutie vrijwel beperkt tot de familiesfeer. Voorheen was er een levendige theeceremonie die voornamelijk de groene theevariant betrof. Maar tot in de treinen wordt heet water voor thee aangeboden, die dan uit mokken of kopjes met een dekseltje wordt gezet en gedronken (het deksel houdt de blaadjes tegen).
- In Turkije, Rusland en Iran wordt thee gezet in een samovar, waarin heet water wordt bewaard. Hiermee wordt sterke thee gezet, die boven op de samovar warm gehouden wordt. Om thee te drinken wordt iets van de sterke thee ingeschonken en verdund met water uit de samovar.
- In Marokko wordt de muntthee (Atay Benaanaa of Toeareg thee) uit kleine theeglaasjes gedronken. Hoewel de ceremonie niet zo uitgesproken is, is de bereiding wel strikt ritueel. Eerst wordt de Chinese groene thee (Special Gun Powder), die de basis van muntthee vormt, in een metalen theepot gedaan en met een scheut kokend water gewassen. Na het water af te gieten, gaan de suiker en verse blaadjes van de aarmunt in de pot en wordt het kokende water erop geschonken. Vervolgens worden enkele blaadjes verse thee toegevoegd. De thee moet daarna nog 5 minuten doorkoken. Het eerste glaasje thee dat uit de pot geschonken wordt, wordt weer teruggegoten in de pot zodat alle smaken goed door elkaar trekken. Daarna worden de glazen ingeschonken, het liefst van zo hoog mogelijk zodat er een laagje schuim op de thee komt. Bovendien staat het hoog inschenken van de thee symbool voor de gastvrijheid. Dit wordt vooral dan ook gedaan als er bezoek komt, want hoe hoger, hoe gastvrijer.

## Thee in de keuken
In sommige gerechten wordt thee gebruikt. Zo worden gedroogde pruimen ook wel in thee geweekt in plaats van in gewoon water.
Een variant van thee is de ijsthee. Dit is afgekoelde thee, soms met suiker en vaak met een citroen- of gembersmaak. Het is ook te verkrijgen met andere aroma's, zoals met een perziksmaak.

## Gezondheid en samenstelling
Thee bevat fluoride, dat goed is tegen tandbederf. Thee werkt ook bloeddrukverlagend en het risico op diabetes type 2 en beroerte wordt verlaagd. Thee getrokken van de theebladeren van de theeplant Camellia sinensis bevat tannine, polysacchariden, alkaloïden, aminozuren, saponine, kleine hoeveelheden vitamine A, C, E en K en kleine hoeveelheden mineralen als calcium, fosfor, kalium, magnesium en zink.
Het Bundesinstitut für Risikobewertung, te vergelijken met het Nederlandse RIVM, trof in 2013 pyrrolizidine-alkaloïde (PA) aan in 221 proefmonsters thee. De European Food Safety Authority meldde na een onderzoek van 2374 monsters thee dat in zwarte en groene thee acht tot negentien soorten PA's werden aangetroffen. De gifstoffen kwamen ook voor in commercieel verkochte kamillethee, rooibosthee en pepermuntthee. De gifstoffen komen daarin niet van nature voor, maar wel in onkruid dat meegeoogst werd.

## Taal
Thee kent zijn oorsprong in China en heet daar in het dialect van Fujian tê. Deze benaming zou door zeevarende Hollanders in West-Europa verspreid zijn, bijvoorbeeld in het Frans: thé, Engels: tea, Duits: Tee, Italiaans: tè. De verspreiding van thee over land gebeurde door handelaren die de benaming uit het Mandarijns gebruikten: chá. Die benaming wordt gebruikt in bijvoorbeeld het Japans, Russisch en Turks.

## Thee in de literatuur
- Hella S. Haasse schreef het boek Heren van de thee dat zich in Nederlands-Indië (thans Indonesië) afspeelt:.[6]
- Annie M.G. Schmidt schreef een verhalenbundel: Een visje bij de thee.[7]
- In de Tea Opera van avant-garde componist Tan Dun (onder regie Pierre Audi) komen oosterse en westerse invloeden samen en wordt thee beschouwd als de spiegel van de menselijke ziel. Deze opera verwijst symbolisch naar eeuwenoude Chinese theeceremonies en de filosofie erachter.